# Voldemar Telling
Voldemar Telling (ur. 12 sierpnia 1903 w Tuhalaane w guberni inflanckiej, zm. 27 lutego 1969 w Tallinnie) – polityk Estońskiej SRR.

## Życiorys
W 1922 ukończył seminarium nauczycielskie w Tartu i został nauczycielem w gimnazjum w Petseri, 1922-1924 studiował na Wydziale Filozoficznym Uniwersytetu w Tartu (nie ukończył), w 1923 wstąpił do KPE. W 1924 został aresztowany i skazany na ciężkie roboty, w maju 1938 amnestionowany, później pracował jako nauczyciel w szkole podstawowej w mieście Abja (obecnie Abja-Paluoja). Po aneksji Estonii przez ZSRR, 25 sierpnia 1940 został sekretarzem Prezydium Rady Najwyższej Estońskiej SRR (do 14 stycznia 1953), później 1953-1957 był wiceministrem oświaty Estońskiej SRR, 1957-1962 pracował w Radzie Ministrów Estońskiej SRR, 1958-1963 był członkiem Komisji Ochrony Przyrody Akademii Nauk Estońskiej SRR.